# كين هايدن
كين هايدن (بالإنجليزية: Ken Hayden)‏ هو لاعب كرة قدم أمريكية أمريكي، ولد في 21 أكتوبر 1917 في هامبورغ في الولايات المتحدة، وتوفي في 1 أغسطس 1968.